# Emilio Ruiz del Río
Emilio Ruiz del Río (Madrid, 11 de abril de 1923 - 14 de septiembre de 2007) fue un pintor, decorador, maquetista, experto en efectos especiales y visuales y director artístico español, considerado entre los mejores del mundo en la especialidad de pintura sobre cristal y uno de los grandes genios de la utilización de miniaturas y maquetas.

## Biografía
Nacido en Madrid, desde niño descubrió su vocación haciendo espectáculos de marionetas; estudió en la Escuela de Bellas Artes de San Fernando.Comenzó en los estudios Chamartín como dibujante y pintor de decorados y forillos como ayudante del escenógrafo y pintor Enrique Salvá.  Junto a Salvá aprendió la técnica de la pintura de maquetas sobre cristal (Glass shot o matte painting) En la década de los cincuenta  trabajó en solitario pintando forillos y maquetas en cristal en multitud de películas españolas y extranjeras rodadas en suelo español. En los sesenta comenzó a trabajar en Italia  con directores como Sergio Grieco, Vittorio Cottafavi, Alberto de Martino o  Enzo Castellari y a partir de los ochenta con Dino de Laurentiis en superproducciones norteamericanas.  Alternaba dichas producciones con películas españolas de Juan Piquer,  José María Forqué,  Fernando Trueba  y David Trueba, Álvaro Sáenz de Heredia, o José Luis Garci.  Fue diez veces nominado a los premios Goya, siete de ellas de forma consecutiva, y conquistó tres. Falleció a los 84 años, en el hospital San Rafael de Madrid a consecuencia de una insuficiencia respiratoria el 14 de septiembre de 2007.
Fue el primero en usar fina chapa de aluminio para pintar sobre ella en vez del tradicional cristal y para las escenas de barcos trasladó la tradicional piscina de estudio al mar real encajando el recipiente sin muros dentro del horizonte real gracias a un sistema de drenaje de agua inventado por él. También era un maestro en disimular marcos de cristales y soportes para las tomas móviles, y en conseguir planos de perspectivas distintas usando las mismas maquetas, fijas o móviles. También falsificaba muchedumbres usando miniaturas de figuras fijas y móviles. En sus últimos tiempos usó técnicas mixtas de ordenador y miniaturas.
Su primer trabajo en el cine lo llevó a cabo para el director Florián Rey con la película La aldea maldita (1942). Las técnicas de efectos visuales que ingenió le dieron trabajo en más de 500 películas.
Estaba considerado como uno de los mejores del mundo en su especialidad y trabajó en películas tan conocidas como: Espartaco (Stanley Kubrick, 1960), Rey de reyes (Nicholas Ray, 1961), Cleopatra (Joseph L. Mankiewicz, 1963), La caída del Imperio romano (Anthony Mann, 1964), Lawrence de Arabia (David Lean, 1962), Doctor Zhivago (David Lean, 1965), Golfus de Roma (Richard Lester, 1966), Patton (Franklin J. Schaffner, 1970), Conan el Bárbaro (John Milius, 1982), Dune (David Lynch, 1984) y El laberinto del fauno (Guillermo del Toro, 2006). Otras fueron Operación Ogro (Gillo Pontecorvo, 1978) y 55 días en Pekín (Nicholas Ray, 1963). La última película en la que trabajó fue La mujer del anarquista (Peter Sehr y Marie Noelle,  2009). 
También trabajó para Robert Siodmak, George Cukor o Luis Buñuel, entre muchos otros.
En abril de 2008 se estrenó el documental El último truco, un documental grabado en vida sobre el trabajo de este gran maestro español de los efectos visuales, dirigido por Sigfrid Monleón.

## Premios
A lo largo de su carrera recibió tres Premios Goya:
- Acción mutante (1992)
- Nadie conoce a nadie (1999)
- El laberinto del fauno (2007).